# Karantän

Signalflaggan L används i hamn som den internationella karantänsflaggan

Karantän är en isolering av människor eller djur vid misstanke om en smitta av en farlig sjukdom. Isoleringens längd varierar beroende på den aktuella sjukdomens inkubationstid. I samband med epidemier och pandemier, där restriktioner ges till en större befolkning, talas även om social distansering.

## Historik

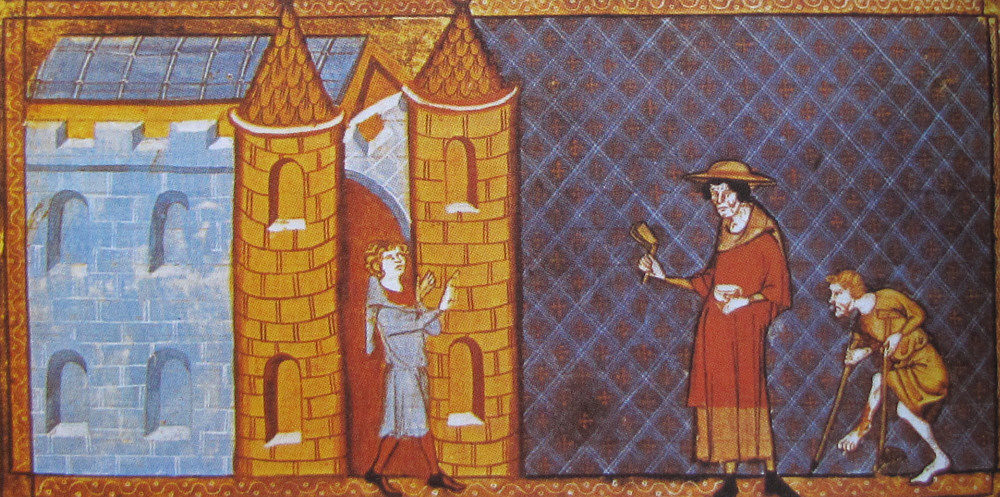
Två leprasjuka som nekas tillträde till staden. Träsnitt av Vincent de Beauvais, 1300-talet.

En av de tidigaste referenserna till liknande åtgärder daterar sig till 600-talet f.Kr. och från Bibelns Tredje Mosebok. Där står: "Så länge han är angripen av spetälska ska han vara oren. Han är oren och ska bo avskilt. Han ska ha sin bostad utanför lägret."
Leprakolonier och lasarett är relaterade till karantän. De här båda fenomenen etablerades för att förhindra spridningen av lepra och andra smittsamma sjukdomar, till dess smittan blivit mer känd och effektivare behandlingsmetoder tagits fram.
Ordet karantän har kommit via franskans quarantaine från det italienska uttrycket quarantena, och betyder "fyrtio dagar(speriod)". Uttrycket skapades i Venedig efter ett krav på fartyg som anlänt från fjärran länder, och deras besättning, att ligga isolerade på redden i fyrtio dagar innan de släpptes in i hamnen, för att bevisa att det inte fanns någon pest eller annan smittsam sjukdom ombord. Regeln skall enligt en uppfattning ha sitt ursprung i Dubrovnik och införts på 1300-talet efter digerdöden.

## Sverige
I Sverige indelas allvarliga smittsamma sjukdomar i fyra kategorier: anmälningspliktiga, smittspårningspliktiga, allmänfarliga och samhällsfarliga sjukdomar. Tre i den sistnämnda kategorin, SARS, Covid-19, smittkoppor och ebola, ger staten rätt att hålla en misstänkt smittad person i karantän eller att spärra av ett geografiskt område för att minska risken för smittspridning. Detta görs med stöd av Smittskyddslagen, 3 kap. 9-10 §. En person kan därvid kvarhållas i karantän på order av en smittskyddsläkare. Avspärrning av ett geografiskt område beordras av Folkhälsomyndigheten.

### Karantänsstationer i Sverige
Huvudartikel: Karantänsstationer i Sverige
I Sverige etablerades Känsö karantänsanläggning 1771 utanför Göteborg, och därefter karantänsstationer på Fejan utanför Kapellskär, på Hästön utanför Karlskrona, utanför Slite på Gotland och utanför Åbo.